# Frequenza del genotipo
In Genetica delle popolazioni, la frequenza del genotipo è la frequenza o proporzione (0 < f < 1) dei genotipi in una popolazione.
Si può perciò indicare con:
{\displaystyle f(\mathbf {AA} )}
La legge di Hardy-Weinberg predice le frequenze del genotipo a partire dalle frequenze alleliche sotto certe condizioni, nel qual caso:
{\displaystyle f(\mathbf {AA} )=p^{2}}
{\displaystyle f(\mathbf {Aa} )=2pq}
{\displaystyle f(\mathbf {aa} )=q^{2}}
Le frequenze del genotipo possono essere rappresentare in un diagramma di De Finetti.